# Cristina do Rego
Cristina do Rego, née le 26 avril 1986 à Anchieta au Brésil, est une actrice germano-brésilienne.

## Biographie et carrière
Cristina do Rego naît d’une mère infirmière allemande et d’un père acteur brésilien ; c’est leur premier enfant. Avant le déménagement de sa famille en Allemagne en 1993, Cristina avait déjà acquis une certaine expérience sur scène aux côtés de son père. De 2005 à 2006, elle vit avec sa famille dans le quartier de Siddinghausen (de) à Büren, dans le centre-ouest de l’Allemagne. Elle étudie alors au Gymnasium Anatomium (de) de Geseke, où elle obtient son Abitur. Après ses études, elle s'installe à Cologne, où a lieu le tournage de la série Pastewka (de). Elle vit également à Berlin, lieu de tournage de la série Family Mix.
Sa carrière artistique en Allemagne démarre avec le Mini Playback Show (de) ainsi qu'avec différents groupes de jazz, de hip-hop et de danse, jusqu'à ce qu'une agence la repère en 2000. Cristina joue, entre autres, dans Besser als Schule, Stromberg (de), Vice Squad, Rick und Rolli. En été 2008, elle joue dans la série Family Mix, où elle incarne Katharina Kuhn, la meilleure amie du personnage principal Lena Schneider. De 2009 à 2011, elle joue dans la série Le Journal de Meg, où elle prend le rôle de la sœur Ingeborg.

## Récompenses
En 2006, Cristina do Rego reçoit un Deutscher Comedypreis et un Prix de la télévision allemande (de) pour son avoir incarné Kim dans la série Pastewka.
En 2008, elle joue le rôle de Lisa dans le film La Vague, qui a remporté un Deutscher Filmpreis de bronze dans les catégories du meilleur rôle et du meilleur long métrage.

## Filmographie

### Cinéma

#### Longs métrages
- 2004 : Besser Als Schule de Simon X. Rost : Rosaria Venturino
- 2008 : La Vague de Dennis Gansel : Lisa
- 2010 : Nous sommes la nuit de Dennis Gansel
- 2011 : La clé des champs de Benjamin Cantu
- 2014 : Tape_13 de Axel Stein : Franzi
- 2016 : Stefan Zweig, adieu l'Europe de Maria Schrader : Alzira Soares
- 2016 : Morpheus de Frauke Lodders : Lilith

### Télévision

#### Séries télévisées
- 2004 : Stromberg (de) : Ina (1 épisode)
- 2005-2011 : Pastewka : Kimberly Pastewka (32 épisodes)
- 2006 : Vice Squad : Leslie Schneider (1 épisode)
- 2006: Türkisch für Anfänger (saison 3)
- 2007 : Kinder, Kinder (de) : ? (2 épisodes)
- 2008 : Family Mix : Katharina "Katy" Kuhn (16 épisodes, saison 3)
- 2009-2011 : Le Journal de Meg : Sœur Ingeborg (5 épisodes)
- 2011 : SOKO Wismar (de) : Nadine Zorck (1 épisode)
- 2011 : Heiter bis tödlich: Henker & Richter (de) : Nadine Wagenführ (12 épisodes)
- 2014 : Heldt (de) : Lena Herzog (1 épisode)
- 2015 : Unter Gaunern (de) : Betty Schulz (8 épisodes)
- 2016 : Club der Roten Bänder : Christina (1 épisode)
- 2016 : Notruf Hafenkante : Ronja Lenze (1 épisode)
- 2016 : Die letzte Spur : Celine Flügel (1 épisode)
- 2016 : Der Staatsanwalt : Jennifer Sautier (1 épisode)
- 2016 : Bettys Diagnose : Martina Dressler (1 épisode)
- 2017 : SOKO Köln : Leonie Paar (2 épisodes)
- 2020: Lucie. Läuft doch!

#### Téléfilms
- 2009 : Ein Schnitzel für drei de Manferd Stelzer : Jessica Krettek
- 2012 : Katie Fforde: Ein Teil von dir de Helmut Metzger : Stefanie
- 2013 : Ein Schnitzel für alle de Manferd Stelzer : Jessica Krettek
- 2017 : Schnitzel geht immer de Wolfgang Murnberger : Jessica Krettek
- 2017 : Frühling hoch zwei de Michael Karen : Flipa